# Jacob Crocheron
Jacob Crocheron (ur. 23 sierpnia 1774 w Staten Island, zm. 27 grudnia 1849 tamże) – amerykański polityk, członek Partii Demokratycznej.

## Działalność polityczna
W okresie od 4 marca 1829 do 3 marca 1831 przez jedną kadencję był przedstawicielem 2. okręgu wyborczego w stanie Nowy Jork w Izbie Reprezentantów Stanów Zjednoczonych.
Jego bratem był Henry Crocheron.